# Campionati italiani juniores di atletica leggera 2019
I LXII Campionati italiani juniores di atletica leggera 2019 si sono svolti dal 7 al 9 giugno a Rieti, nel Lazio.
La fase di cross è stata disputata il 9 e 10 marzo 2019 a Venaria Reale alla Festa del Cross 2019, ed ha visto vincitori Nadia Battocletti e Ayoub Idam.
I Campionati italiani individuali di prove multiple juniores sono stati organizzati a Mantova il 25 e il 26 maggio dello stesso anno.

## Minimi di qualificazione
| Specialità                      | Uomini                                                               | Donne                                                                    |
| ------------------------------- | -------------------------------------------------------------------- | ------------------------------------------------------------------------ |
| 100 metri piani                 | 11"09                                                                | 12"54                                                                    |
| 200 metri piani                 | 22"45                                                                | 25"60                                                                    |
| 400 metri piani                 | 50"14                                                                | 59"20                                                                    |
| 800 metri piani                 | 1'56"50                                                              | 2'20"00                                                                  |
| 1500 metri piani                | 4'02"00                                                              | 4'53"00                                                                  |
| 3000 metri piani                | -                                                                    | -                                                                        |
| 5000 metri piani                | 15'52"00; 8'57"00 (3000m); 9'35"00 (3000st); 33'20"00 (10.000m/10km) | 19'25"00; 11'00"00 (3000m); 39'30"00 (10000m/10km); 12'15"00 (3000st)    |
| 10000 metri piani               | –                                                                    | –                                                                        |
| 100 metri ostacoli              | –                                                                    | 15"94                                                                    |
| 110 metri ostacoli (1,00/1,06m) | 15"70/16"10                                                          | –                                                                        |
| 400 metri ostacoli              | 57"14                                                                | 1'08"14                                                                  |
| 3000 metri siepi                | 9'58"00                                                              | 12'50"00                                                                 |
| Salto in alto                   | 1,92 m                                                               | 1,60 m                                                                   |
| Salto con l'asta                | 4,05 m                                                               | 3,00 m                                                                   |
| Salto in lungo                  | 6,70 m                                                               | 5,40 m                                                                   |
| Salto triplo                    | 13,60 m                                                              | 11,25 m                                                                  |
| Getto del peso                  | 12,80 m (6 kg); 11,90 m (7,260 kg)                                   | 10,00 m                                                                  |
| Lancio del disco                | 39,70 m (1,75 kg); 37,00 m (2,00 kg)                                 | 32,00 m                                                                  |
| Lancio del martello             | 45,00 m (6 kg); 40,00 m (7,260 kg)                                   | 40,00 m                                                                  |
| Lancio del giavellotto          | 48,50 m                                                              | 34,00 m                                                                  |
| Decathlon                       | 4 800 p.; 4 000 p. (Eptathlon indoor)                                | –                                                                        |
| Eptathlon                       | –                                                                    | 3 500 p.; 2 800 p. (Pentathlon indoor)                                   |
| Marcia 10000 m                  | 52'00"00 (Pista-strada); 25'00"00 (5 km/5000 m); 1h53'00" (20 km)    | 59'00"00 (Pista-strada); 28'40"00 (5000 m); - (3000 m); 2h00'00" (20 km) |
| Staffetta 4×100 metri           | senza minimo                                                         | senza minimo                                                             |
| Staffetta 4x400 metri           | senza minimo                                                         | senza minimo                                                             |

Minimi di qualificazione per la corsa campestre
Criteri di partecipazione non sono noti.

## Risultati

### Corsa Campestre, 9-10 marzo a Venaria Reale
| Specialità | Oro                                                            | Prestazione | Argento                                 | Prestazione | Bronzo                                       | Prestazione |
| Cross 6 km | Nadia Battocletti G.S. Fiamme Azzurre Atl. Valli di Non e Sole | 21'04"90"   | Angela Mattevi Atletica Valle di Cembra | 21'13"76    | Beatrice Mallozzi A.S.D. Area LBM Sport Team | 21'44"95    |
| Juniores   |                                                                |             |                                         |             |                                              |             |
| Cross 8 km | Ayoub Idam Cosenza K42 Equiparato                              | 26'14"24"   | Enrico Vecchi Atl. Rodengo Saiano Mico  | 26'16"55    | Alain Cavagna Atletica Valle Brembana        | 26'20"76    |

### Uomini
| Specialità                                                                              | Oro | Prestazione        | Argento                                                                                              | Prestazione        | Bronzo                                                                                             | Prestazione        |
| Corse                                                                                   | |                    | |                    | |                    |
| 100 m                                                                                   | Lorenzo Paissan Lagarina Crus Team                                                                           | 10"47 (-0,7 m/s)   | Mattia Donola Pro Sesto Atl.                                                                         | 10"63              | Samuele Ceccarelli ASD Atletica Alta Toscana                                                       | 10"66              |
| 200 m                                                                                   | Mattia Donola Pro Sesto Atl.                                                                                 | 21"01 (-0,2 m/s)   | Lorenzo Ianes Athletic Club 96 Alperia                                                               | 21"37              | Joseph Twumasi S.S. Vittorio Alfieri Asti Equiparato                                               | 21"55              |
| 400 m                                                                                   | Edoardo Scotti C.S. Carabinieri Sez. Atletica CUS Parma                                                      | 46"97              | Francesco Domenico Rossi GEAS Atletica                                                               | 47"95              | Riccardo Filippini Atl.Stud. Rieti Andrea Milardi                                                  | 48"30              |
| 800 m                                                                                   | Andrea Grandis Atl. Susa Adriano Aschieris                                                                   | 1'51"39            | Abel Campeol Silca Ultralite Vittorio Veneto                                                         | 1'52"08            | Federico Tramontozzi RCF Roma Sud                                                                  | 1'52"33            |
| 1500 m                                                                                  | Daniele Nicolò Atletica Canavesana                                                                           | 3'52"49            | Federico Riva Fiamme Gialle G. Simoni                                                                | 3'54"29            | Abel Campeol Silca Ultralite Vittorio Veneto                                                       | 3'54"37            |
| 3000 m                                                                                  | - | -                  | - | -                  | -                                                                                                  | -                  |
| 5000 m                                                                                  | Francesco Guerra RCF Roma Sud                                                                                | 14'44"16           | Ayoub Idam Cosenza K42 Equiparato                                                                    | 14'45"41           | Alain Cavagna Atletica Valle Brembana                                                              | 14'48"55           |
| Marcia 10 000 m                                                                         | Riccardo Orsoni C.U.S. PARMA                                                                                 | 42'55"93           | Andrea Cosi Atletica Firenze Marathon S.S.                                                           | 43'31"45           | Aldo Andrei G.S. Valsugana Trentino                                                                | 43'34"24 ~>        |
| Corse a ostacoli                                                                        | |                    | |                    | |                    |
| 110 m hs                                                                                | Giuseppe Filpi A.S.D. Atl. Agropoli                                                                          | 13"93 (+0,5 m/s)   | Cristopher Cecchet Athletic Club Firex Belluno                                                       | 14"06              | Franck Brice Koua Cus Pro Patria Milano                                                            | 14"09              |
| 400 m hs                                                                                | Michele Bertoldo Atl. Vicentina                                                                              | 52"38              | Alberto Montanari Academy Ravenna Athletics                                                          | 53"03              | Lorenzo Cesena Atl. Piacenza                                                                       | 54"06              |
| 3000 m siepi (H 91)                                                                     | Enrico Vecchi Atl. Rodengo Saiano Mico                                                                       | 9'15"01            | Luca Zanetti ASD Atletica Futura Roma                                                                | 9'15"47            | Abderrazzak Gasmi Toscana Atletica Futura Equiparato                                               | 9'19"02            |
| Staffette                                                                               | |                    | |                    | |                    |
| Staffetta 4×100 m                                                                       | Pro Sesto Atl. Pietro Monolo Giovanni Rolfi Riccardo Giuseppe Faita Mattia Donola                            | 41"62              | Nuova Atletica Fanfulla Lodigiana Mirco Tiozzo Marco Fernandes Riccardo Tilotta Olotu Samuel Eghagha | 42"12              | Atletica Vicentina Vichet Schiavetto Alessandro Cappellari Stefano Twumas Quarshie Pietro Marangon | 42"26              |
| Staffetta 4×400 m                                                                       | Atletica Studentesca Rieti Andrea Milardi Vincenzo Fedele Michele Esposito Mattia Rinaldi Riccardo Filippini | 3'17"88            | Atl. Bergamo 1959 Oriocenter Birane Ndao Elia Cavalli Simone Poretti Luca Pierani                    | 3'21"41            | Atl. Cento Torri Pavia Mattia Seveso Simone Ragusini Pietro Augusto Drovanti Andrea Sambruna       | 3'22"04            |
| Salti                                                                                   | |                    | |                    | |                    |
| Salto in alto                                                                           | Manuel Lando Atl. Vicentina                                                                                  | 2,14 m             | Stefano Ramus Atletica Valli di Non e Sole                                                           | 2,04 m             | Giacomo Belli Atl Libertas Runners Livorno                                                         | 2,01 m             |
| Salto con l'asta                                                                        | Ivan De Angelis G.A. Fiamme Gialle Fiamme Gialle G. Simoni                                                   | 5,05 m             | Simone Di Cerbo ASD Enterprise Sport & Service                                                       | 5,00 m             | Tommaso Crivellaro Fondazione M. Bentegodi                                                         | 4,70 m             |
| Salto in lungo                                                                          | Dario Dester Cremona Sportiva Atletica Arvedi                                                                | 7,48 m (+0,9 m/s)  | Kareem Hatem Mersal VV Management ASD                                                                | 7,44 m (+0,3 m/s)  | Davide Rossi Atletica Malignani Libertas UD                                                        | 7,36 m (+0,3 m/s)  |
| Salto triplo                                                                            | Simone Fedel U.S. Quercia Trentingrana                                                                       | 15,37 m (+0,3 m/s) | Fabio Pagan GA Aristide Coin Venezia 1949                                                            | 15,29 m (+1,3 m/s) | Enrico Montanari Academy Ravenna Athletics                                                         | 15,23 m (+0,5 m/s) |
| Lanci                                                                                   | |                    | |                    | |                    |
| Getto del peso                                                                          | Carmelo Alessandro Musci Atl. Aden Exprivia Molfetta                                                         | 19,30 m            | Riccardo Ferrara Atletica Olympus                                                                    | 18,78 m            | Francesco Trabacca USD Élite Giovani Atleti                                                        | 17,33 m            |
| Lancio del disco                                                                        | Carmelo Alessandro Musci Atl. Aden Exprivia Molfetta                                                         | 57,86 m            | Enrico Saccomano Atletica Malignani Libertas UD                                                      | 55,38 m            | Riccardo Ferrara Atletica Olympus                                                                  | 53,23 m            |
| Lancio del martello                                                                     | Giorgio Olivieri Team Atletica Marche                                                                        | 79,23 m            | Davide Pirolo Atletica Mariano Comense                                                               | 61,70 m            | Luca Marchiori Assindustria Sport Padova                                                           | 59,18 m            |
| Lancio del giavellotto                                                                  | Jhonatam Maullu Dinamica Sardegna                                                                            | 66,54 m            | Alessandro Ferro G.S. Fiamme Oro Padova                                                              | 57,88 m            | Andrea Ghiselli S.E.F. Virtus Emilsider BO                                                         | 57,69 m            |
| record dei campionati; record nazionale; record personale; record personale stagionale. | |                    | |                    | |                    |

### Donne
| Specialità                                                                              | Oro                                                                                        | Prestazione        | Argento                                                                                      | Prestazione        | Bronzo                                                                                      | Prestazione        |
| Corse                                                                                   |                                                                                            |                    |                                                                                              |                    |                                                                                             |                    |
| 100 m                                                                                   | Vittoria Fontana N. Atl. Fanfulla Lodigiana                                                | 11"44 (+1,2 m/s)   | Chiara Gala A.S.D. ACSI Italia Atletica                                                      | 11"67              | Eleonora Ricci Atletica Cascina                                                             | 11"81              |
| 200 m                                                                                   | Chiara Gherardi Atl.Stud. Rieti Andrea Milardi                                             | 23"45 (+0,6 m/s)   | Elisabetta Vandi G.S. Fiamme Oro Padova Atl. Avis Macerata                                   | 24"20              | Giorgia Bellinazzi Atl Brugnera PN Friulintagli                                             | 24"22              |
| 400 m                                                                                   | Eleonora Foudraz Atl. Brescia 1950                                                         | 54"59              | Alessandra Bonora Atl. Rodengo Saiano Mico                                                   | 54"85              | Beatrice Zeli Pro Sesto Atl.                                                                | 55"17              |
| 800 m                                                                                   | Federica Pansini Atl.Stud. Rieti Andrea Milardi                                            | 2'05"12            | Sophia Favalli U.S. Quercia Trentingrana                                                     | 2'05"25            | Laura Pellicoro Bracco Atletica                                                             | 2'07"81            |
| 1500 m                                                                                  | Sophia Favalli U.S. Quercia Trentingrana                                                   | 4'30"63            | Elisa Ducoli U.S. Quercia Trentingrana                                                       | 4'32"46            | Elisa Giuseppetti Ad Maiora Frascati                                                        | 4'34"85            |
| 3000 m                                                                                  | -                                                                                          | -                  | -                                                                                            | -                  | -                                                                                           | -                  |
| 5000 m                                                                                  | Nadia Battocletti G.S. Fiamme Azzurre                                                      | 16'23"18           | Angela Mattevi Atletica Valle di Cembra                                                      | 16'28"99           | Martina Cornia A.S. La Fratellanza 1874                                                     | 16'50"80           |
| Marcia 10 000 m                                                                         | Andrada Lavinia Lacatus P.B.M. Bovisio Masciago Equiparata                                 | 49'44"18           | Vittoria Giordani U.S. Quercia Trentingrana                                                  | 49'48"82           | Simona Bertini ASD Francesco Francia                                                        | 50'41"48 ~         |
| Corse a ostacoli                                                                        |                                                                                            |                    |                                                                                              |                    |                                                                                             |                    |
| 100 m hs                                                                                | Alice Muraro Atl. Vicentina                                                                | 13"71 (+1,4 m/s)   | Elena Carraro Atl. Brescia 1950 ISPA Group                                                   | 13"86              | Fabrizia De Meo US Foggia Atletica Leggera                                                  | 14"34              |
| 400 m hs                                                                                | Emma Silvestri Collection Atletica Sambenedettese                                          | 59"46              | Matilde Biella A.S.D. ACSI Italia Atletica                                                   | 1'00"55            | Greta Zuccarini A.S.D. US Aterno Pescara                                                    | 1'01"51            |
| 3000 m siepi                                                                            | Virginia Medda C.U.S. Cagliari                                                             | 10'47"52           | Margherita De Mattia Atletica Mogliano                                                       | 10'49"78           | Chiara Tognin A.S. La Fratellanza 1874                                                      | 10'57"68           |
| Staffette                                                                               |                                                                                            |                    |                                                                                              |                    |                                                                                             |                    |
| Staffetta 4×100 m                                                                       | A.S.D. ACSI Italia Atletica Francesca La Greca Carolina Parente Matilde Biella Chiara Gala | 46"68              | Atl. Brescia 1950 ISPA Group Alice Rodiani Michelle Mangiapane Elena Carraro Noemi Cavalleri | 47"29              | Assindustria Sport Padova Hope Eghongh Esekheigbe Ilenia Carraro Emma Chessa Veronica Zanon | 47"85              |
| Staffetta 4×400 m                                                                       | Bracco Atletica Beatrice Invernizzi Laura Pellicoro Valeria Paccagnella Alessia Brunetti   | 3'48"97            | Pro Sesto Atl. Marta De Vecchi Camilla Dalida Viganò Mirea Nebuloni Beatrice Zeli            | 3'49"37            | Atletica Libertas SANP Arianna Cecchin Arianna Siviero Sofia Faggion Anna Zara              | 3'53"93            |
| Salti                                                                                   |                                                                                            |                    |                                                                                              |                    |                                                                                             |                    |
| Salto in alto                                                                           | Rebecca Pavan GA Aristide Coin Venezia 1949                                                | 1,80 m             | Bianca Garibaldi Devoto Cus Pro Patria Milano                                                | 1,78 m             | Nicole Romani A.S. La Fratellanza 1874                                                      | 1,76 m             |
| Salto con l'asta                                                                        | Maria Roberta Gherca ASD Atletica Velletri                                                 | 4,10 m             | Monica Aldrighetti Bracco Atletica                                                           | 3,90 m             | Laura Pirovano Pro Sesto Atl.                                                               | 3,80 m             |
| Salto in lungo                                                                          | Veronica Crida Atl. Brescia 1950                                                           | 6,33 m (+0,3 m/s)  | Veronica Zanon Assindustria Sport Padova                                                     | 6,09 m (+1,6 m/s)  | Marta Giaele Giovannini Atletica Livorno                                                    | 5,96 m (+0,4 m/s)  |
| Salto triplo                                                                            | Camilla Vigato GA Aristide Coin Venezia 1949                                               | 13,10 m (+0,2 m/s) | Veronica Zanon Assindustria Sport Padova                                                     | 13,09 m (+0,7 m/s) | Alice Rodiani Atl. Brescia 1950                                                             | 12,67 m (+1,5 m/s) |
| Lanci                                                                                   |                                                                                            |                    |                                                                                              |                    |                                                                                             |                    |
| Getto del peso                                                                          | Ludovica Montanaro ASD Atletica Gran Sasso Teramo                                          | 13,37 m            | Chiara Salvagnoni Atletica Firenze Marathon S.S.                                             | 13,33 m            | Irene Rinaldi A. Atl. Fabriano                                                              | 12,50 m            |
| Lancio del disco                                                                        | Diletta Fortuna Atl. Vicentina                                                             | 47,36 m            | Ludovica Montanaro ASD Atletica Gran Sasso Teramo                                            | 43,67 m            | Gaia Ramatoulaye N'Diaye Cus Pro Patria Milano                                              | 43,66 m            |
| Lancio del martello                                                                     | Sara Zuccaro A. Atl. Fabriano                                                              | 55,50 m            | Isabella Martinis Atletica Malignani Libertas UD                                             | 54,04 m            | Ilaria De Paolis Fiamme Gialle G. Simoni                                                    | 50,75 m            |
| Lancio del giavellotto                                                                  | Carolina Visca GA Fiamme Gialle                                                            | 56,25 m            | Federica Botter Atl Brugnera PN Friulintagli                                                 | 53,79 m            | Anna Busetto G.S. Self Atl. Montanari Gruzza                                                | 44,18 m            |
| record dei campionati; record nazionale; record personale; record personale stagionale. |                                                                                            |                    |                                                                                              |                    |                                                                                             |                    |

### Prove multiple, 25-26 maggio a Mantova
| Specialità                                                                              | Oro                                           | Prestazione | Argento                                        | Prestazione | Bronzo                                          | Prestazione |
| Decathlon (uomini)                                                                      | Dario Dester Cremona Sportiva Atletica Arvedi | 7 370 p.    | Lorenzo Modugno Polisportiva Triveneto Trieste | 7 004 p.    | Alessandro Arrius Atl. O.S.A. Saronno Lib.      | 6 261 p.    |
| Eptathlon (donne)                                                                       | Sara Chiaratti S.S. Trionfo Ligure            | 4 958 p.    | Marta Giaele Giovannini Atletica Livorno       | 4 949 p.    | Irene Molineris S.A.F. Atletica Piemonte A.S.D. | 4 780 p.    |
| record dei campionati; record nazionale; record personale; record personale stagionale. |                                               |             |                                                |             |                                                 |             |